# Blauer Seifenbarsch
Der Blaue Seifenbarsch (Aulacocephalus temminckii) ist ein 30 bis 40 Zentimeter lang werdender Raubfisch aus der Familie der Liopropomatidae (Unterfamilie Diploprioninae). Er ernährt sich vor allem von kleineren Fischen und Krebstieren. Der Name Aulacocephalus bedeutet (von gr.) "Furchenkopf" (wegen der gut entwickelten Kopf-Seitenlinienorgane).

## Verbreitung
Der Blaue Seifenbarsch kommt im Indopazifik von Südafrika bis nach Japan und Neuseeland vor. Er ist selten und scheint eher in subtropischen Regionen nördlich und südlich des 20. Breitengrades vorzukommen. Fundberichte aus seinem nördlichen Verbreitungsgebiet gibt es aus Japan, Korea, Taiwan und Nordostchina, in seinem südlichen Vorkommensgebiet fand man ihn bei Neuseeland, den Kermadecinseln, Mauritius, Réunion und südlich von Durban. Lediglich bei Thailand und Rapa Iti fand man Populationen in tropischen Regionen. Er bevorzugt Felsriffe in Tiefen von zwanzig bis 350 Metern und verbirgt sich oft in Höhlen und Spalten.

## Merkmale
Blaue Seifenbarsche haben einen massigen, hochrückigen Körper. Sie sind tief blau gefärbt mit einem goldgelben Längsband, das sich (beginnend beim Maul, der Rückenlinie folgend) bis auf die Oberseite der Schwanzwurzel erstreckt. Die Rückenflosse hat neun Hart- und zwölf Weichstrahlen, die Afterflosse hat drei Hart- und neun Weichstrahlen. Die Haut der Fische enthält wie die der Seifenbarsche (Grammistidae) das extrem bittere Gift Grammistin. Die auffallende Kontrast-Färbung ist daher als Warntracht zu verstehen.